# 鈴木達也 (プロ雀士)
鈴木 達也（すずき たつや、1977年8月22日 - ）は、日本プロ麻雀協会に所属する競技麻雀のプロ雀士。埼玉県さいたま市出身。

## 人物
日本プロ麻雀協会の最高峰タイトル「雀王位」を4期獲得した。「雀界のファンタジスタ」、または「卓上のファンタジスタ」の異名を取る。「麻雀 マウンテン」、「ふりーまぁじゃん Fun」、「麻雀ZONE~Brave~」の3店舗の雀荘~を経営するオーナーでもある。愛称は「ラーメン屋」。

## 獲得タイトル
- 第5期 王座戦新人王[1]
- 第2・6・8・10期 雀王[1]
- 第2回三人麻雀GRAND PRIX[要出典]

## 著書
- 鈴木達也の麻雀 ～戦略で勝つ～（2010年4月23日、毎日コミュニケーションズ）ISBN 978-4839935092

## 出演
- モンド21麻雀プロリーグ（MONDO TV）